# Elmano Cardim
Elmano Cardim (Valença, 24 de dezembro de 1891 — Rio de Janeiro, 19 de fevereiro de 1979) foi um  jornalista brasileiro, membro da Academia Brasileira de Letras. Filho de Francisco Eduardo Gomes Cardim e de Adelia Figueiredo Cardim
Iniciou cedo a carreira de jornalista em "O Selo" e no Diário de Notícias. Integrou-se, em 1909, na equipe do Jornal do Commercio, do Rio de Janeiro, onde redigiu por algum tempo as famosas "Várias", e depois passou de revisor de provas a diretor e proprietário.
Em 1935 presidiu a delegação de jornalistas que acompanhou o presidente Getúlio Vargas em viagem aos países do Prata.
Recebeu em 1951 o Prêmio Maria Moors Cabot de jornalismo. Foi eleito sócio honorário do Instituto Histórico e Geográfico Brasileiro em 1937.
Era casado com Deia Mendes Cardim, com quem teve dois filhos.

## Academia Brasileira de Letras
Foi eleito em 1950 para a Academia, sendo recebido em 29 de setembro de 1950. Ocupou a cadeira 39, que tem por patrono Francisco Adolfo de Varnhagen, da qual foi o quinto imortal.